# Stvolínky
Stvolínky (deutsch Drum) ist eine Gemeinde des Okres Česká Lípa in der Region Liberec im Norden der Tschechischen Republik. Sie liegt im Böhmischen Mittelgebirge im Tal des Bobří potok (Bieberbach), etwa 10 Kilometer südwestlich von Česká Lípa (Böhmisch Leipa).

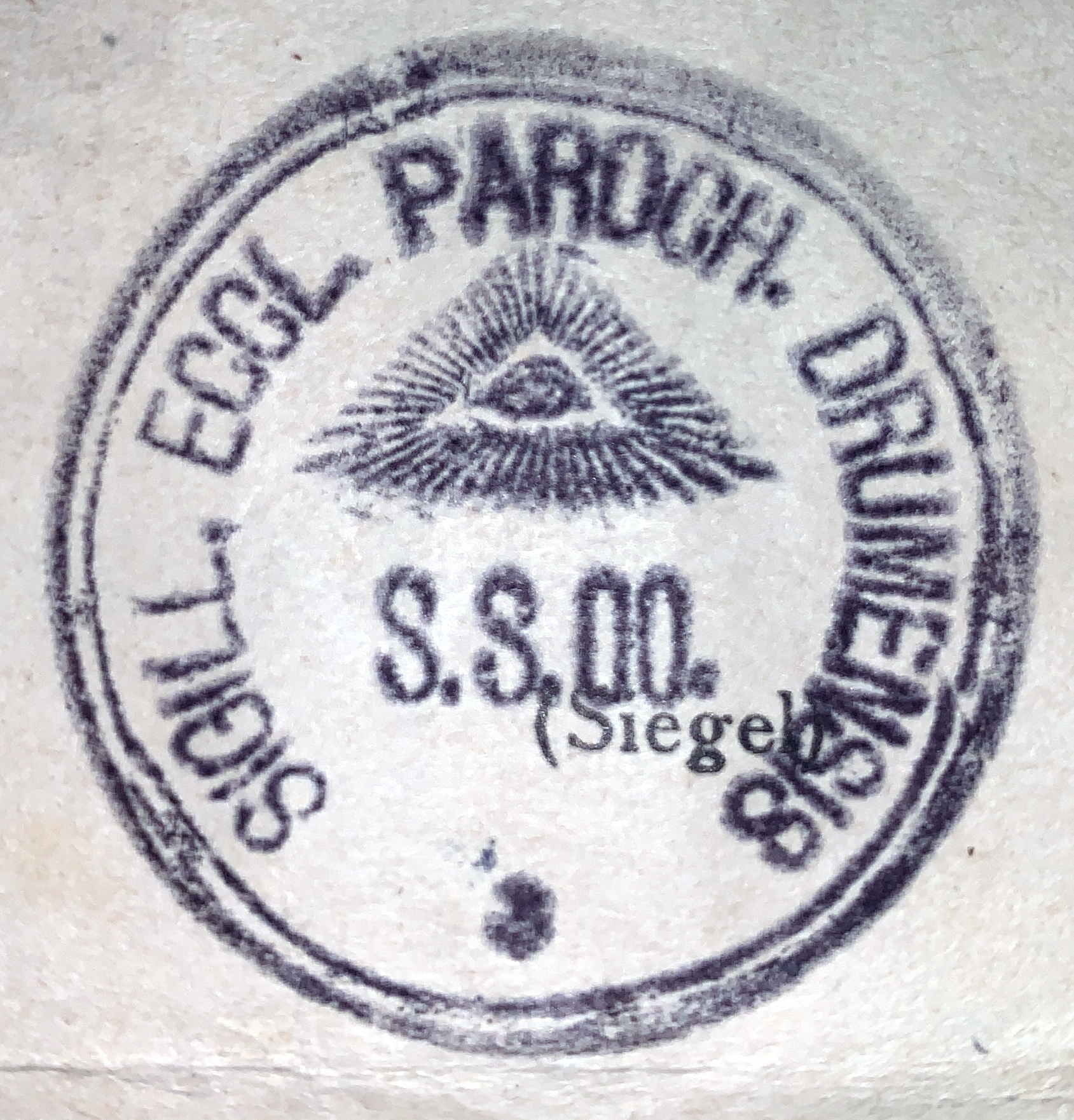
Siegel der Allerheiligenkirche, 1939

## Geschichte
Die Kirche in Stvolínky ist eine der ältesten des Landes. Urkundlich wurde sie 1358 zuerst erwähnt, doch stand neben ihr bereits im Jahr 1197 ein befestigtes Haus als Sitz eines Rittergutes, das dem böhmischen Magnaten Hroznata, Stifter des Prämonstratenser-Klosters Tepl, gehörte. Die Feste wurde 1664 beim Bau des neuen Schlosses größtenteils abgetragen. 1859 waren noch Vorhaus und Burgtor vorhanden. Ab Mitte des 19. Jahrhunderts gehörte die Gemeinde zum Gerichtsbezirk Böhmisch Leipa bzw. zum Bezirk Böhmisch Leipa.

## Gemeindegliederung
Die Gemeinde Stvolínky besteht aus den Ortsteilen Kolné (Kolben), Novina (Neuland), Stvolínecké Petrovice (Petersdorf), Stvolínky (Drum) und  Taneček (Lobetanz). Grundsiedlungseinheiten sind Kolné, Malý Bor (Kleinheide), Stvolínecké Petrovice, Stvolínky und  Taneček.
Das Gemeindegebiet gliedert sich in die Katastralbezirke  Stvolínecké Petrovice und Stvolínky.